# Xishunhe
Xishunhe (kinesiska: 西顺河, 西顺河镇) är en köping i Kina. Den ligger i provinsen Jiangsu, i den östra delen av landet, omkring 150 kilometer norr om provinshuvudstaden Nanjing. Antalet invånare är 7250. Befolkningen består av 3 632 kvinnor och 3 618 män. Barn under 15 år utgör 15,0 %, vuxna 15-64 år 72 %, och äldre över 65 år 11,0 %. Xishunhe ligger vid sjöarna  Hongze Hu och Chengzi Hu.
Genomsnittlig årsnederbörd är 1 270 millimeter. Den regnigaste månaden är juli, med i genomsnitt 280 mm nederbörd, och den torraste är januari, med 23 mm nederbörd.